# Pimpinelle
Pimpinelle (Pimpinella) er en slægt af planter, der består af omkring 150 arter, hvoraf to findes vildtvoksende i Danmark. 

## Arter
Nogle af arterne i slægten:
- Almindelig Pimpinelle (Pimpinella saxifraga)
- Stor Pimpinelle (Pimpinella major)
- Anis (Pimpinella anisum)